# Mitch Watkins
Mitch Watkins (* 1. August 1952 in McAllen, Texas) ist ein US-amerikanischer Rock- und Fusionjazz-Gitarrist und Keyboarder.

## Leben und Wirken
Watkins wuchs in Texas in der Nähe zur Grenze zu Mexiko auf. Als achtjähriger Junge hatte er Klavierunterricht und wechselte mit zwölf Jahren zur Gitarre, um ein Jahr später in einer Surf-Band zu spielen, die die Hits der Ventures interpretierte. Frühe Vorbilder waren Jeff Beck, Jimmy Page, Eric Clapton und Jimi Hendrix. Er besuchte die Texas Christian University; verließ die Schule schon nach einem Jahr und wurde Mitglied einer Rock'n'Rollband. Nach zwei Jahren auf Tournee kehrte er auf das College zurück und studierte an der University of Texas Komposition. Dort beschäftigte er sich vermehrt mit der Jazzgitarre und orientierte sich an Musikern wie Wes Montgomery, Pat Martino, Jim Hall, Lenny Breau oder Joe Pass.
Unter dem Eindruck der Bitches Brew-Band von Miles Davis gründete er mit Studenten die Fusion-Formation Passenger, mit der er rund um Austin (Texas) auftrat. 1979 spielten sie als Begleitband des Sängers Leonard Cohen und gingen mit ihm auf Europa- und Australien-Tourneen. In den folgenden Jahren arbeitete Watkins u. a. mit Joe Ely, Jennifer Warnes, Bennie Wallace, Jack Walrath, Barbara Dennerlein und Friedrich Gulda. Ansonsten spielte er mit lokalen Bands (etwa mit Scott Laningham) in Austin.
Watkins nahm unter eigenem Namen 1989 für das deutsche Enja-Label das Album Underneath It All auf, an dem u. a. Dennis Chambers, Anthony Cox und Arto Tuncboyaci mitwirkten, 1991 folgte auf Enja das Album Curves mit Chambers, Bob Berg und Jay Anderson. 1992 nahm Watkins mit einer Gruppe befreundeter Musiker aus Texas das Album Strings with Wings on Strings While gran-pa sings about hot things, das auf dem Tiptoe-Label erschien. Später folgten die Produktionen Humhead (Dos, 1995) und In the Time of Long Shadows (Viewpoint, 2006). Außerdem arbeitete er mit dem Austiner Singer/Songwriter Bob Schneider (Underneath the Onion Trees auf Shockorama, 2000). Gegenwärtig arbeitet Watkins mit einer eigenen Band. Er besitzt ein eigenes Produktionsstudio und arbeitet mit Lyle Lovett, Jerry Jeff Walker, dem Mandolinenspieler Paul Glasse und Bassist John Fremgen.
Watkins Gitarrenstil ist nach Ansicht von Cook/Morton von Mike Stern beeinflusst.